# جلبانة (الإسماعيلية)
جلبانة إحدى قرى مركز القنطرة شرق التابع لمحافظة الإسماعيلية بجمهورية مصر العربية.